# Antoine Warnier
Antoine Warnier, né le 24 juin 1993 à Rocourt, est un cycliste belge, professionnel de 2015 à 2018.

## Biographie
Antoine Warnier naît le 24 juin 1993 à Rocourt en Belgique.
À la fin de la saison 2014, il rejoint l'équipe Wallonie-Bruxelles sous contrat professionnel.
Il arrête sa carrière à l'issue de la saison 2018. Toutefois, il poursuit chez les amateurs en prenant une licence au CC Chevigny, tout en travaillant dans l'entreprise familiale. On le retrouve notamment à l'attaque au mois de juillet 2019 sur la première étape du Tour de Liège.

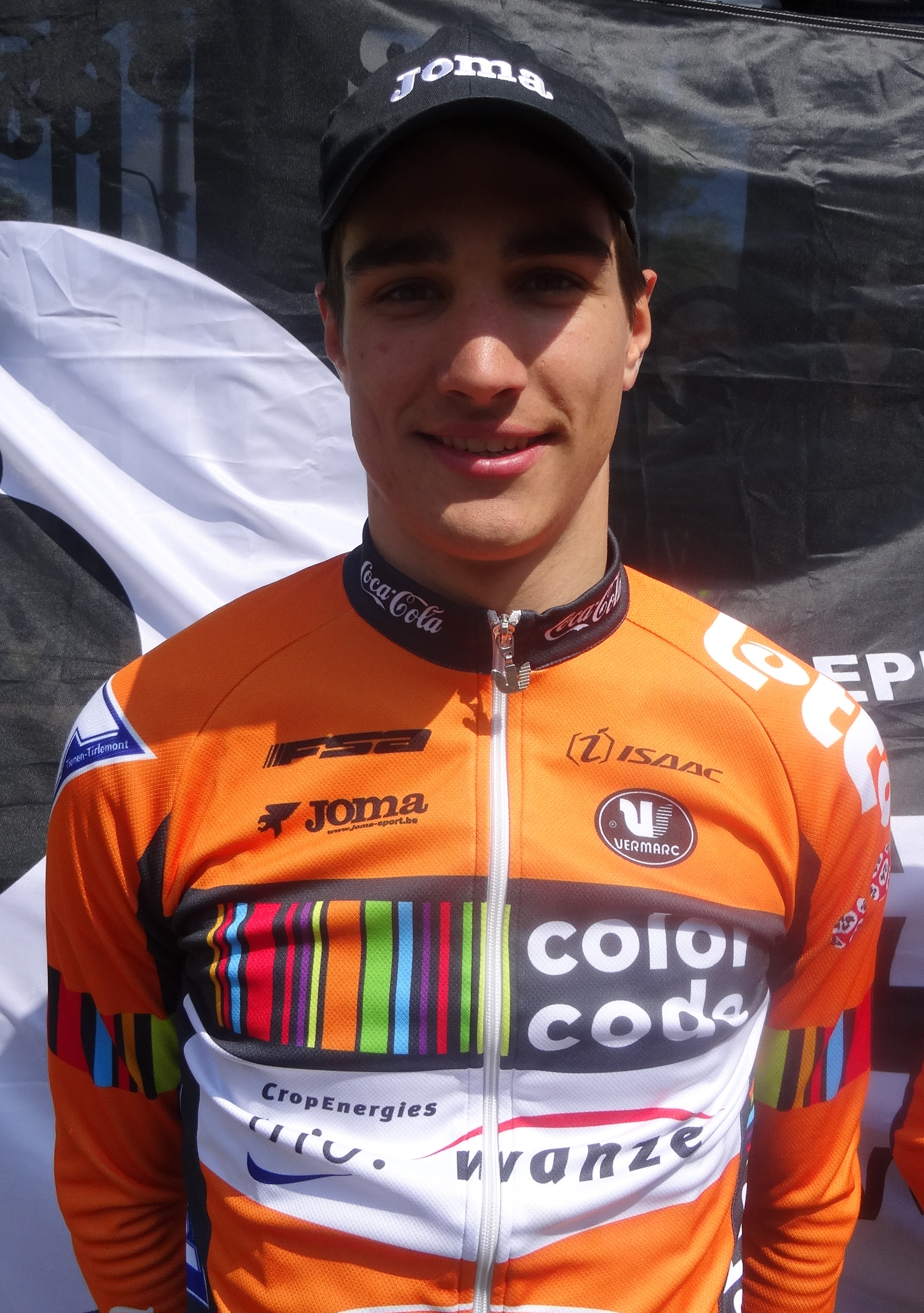
Antoine Warnier lors du départ du Grand Prix Criquielion 2014 à Boussu.
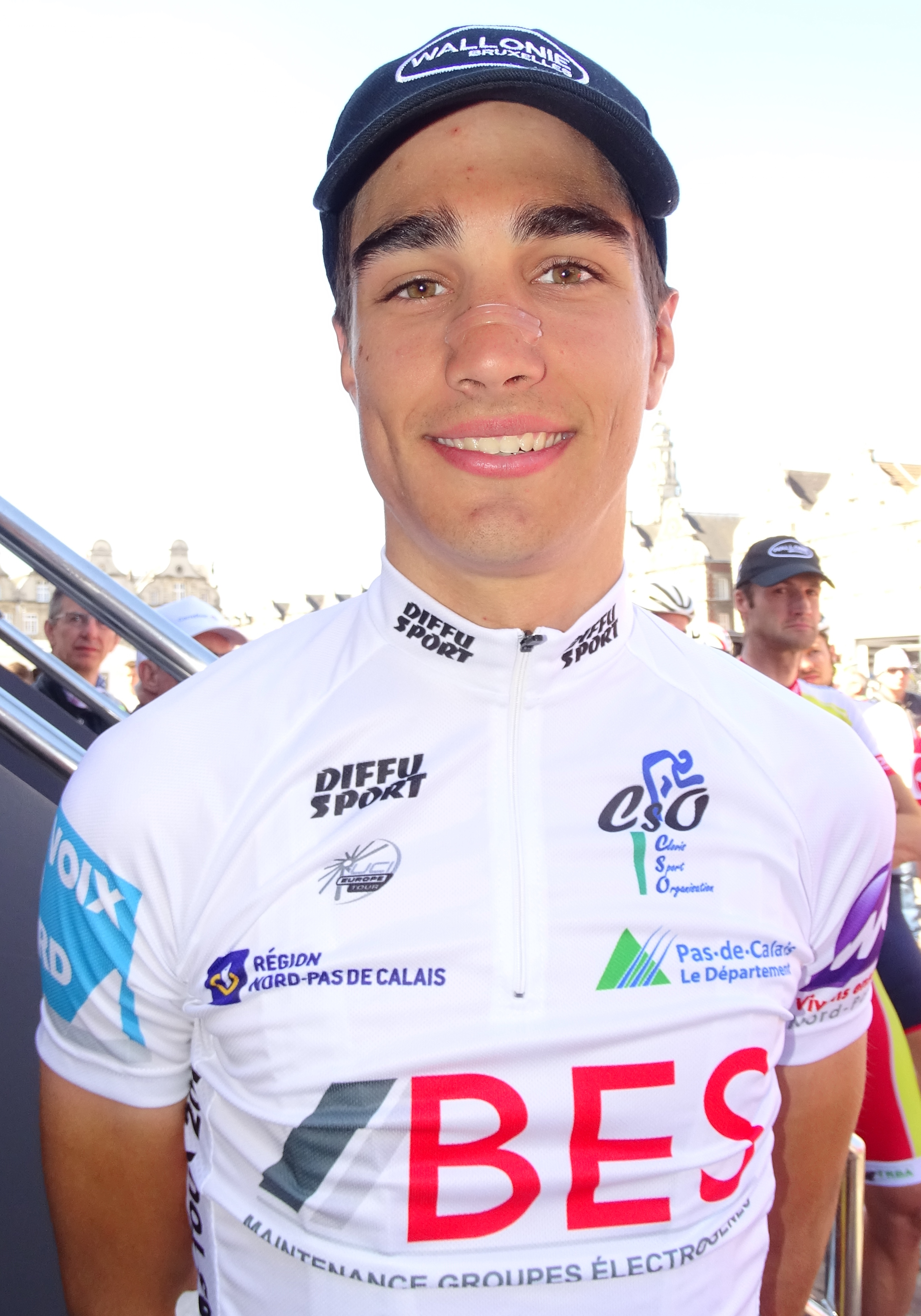
Antoine Warnier revêtant son maillot de meilleur grimpeur lors du départ de la 3e étape du Paris-Arras Tour 2015 à Arras.

## Palmarès et classements mondiaux

### Palmarès sur route
- 2013
  - 3e du championnat de Wallonie du contre-la-montre espoirs
- 2014
  - 4e étape de l'Arden Challenge
- 2016
  -  Champion de Belgique du contre-la-montre par équipes

### Classements mondiaux
| Année                                 | 2014 | 2015 | 2016  | 2017 | 2018  |
| ------------------------------------- | ---- | ---- | ----- | ---- | ----- |
| Classement mondial                    |      |      | 1596e | 838e | 1410e |
| UCI Europe Tour                       | 424e | 443e | 1075e | 532e | 887e  |
|                                       |      |      |       |      |       |
| Légende : nc = non classéSource : UCI |      |      |       |      |       |